# Sabuntan
Sabuntan is een bestuurslaag in het regentschap Sumenep van de provincie Oost-Java, Indonesië. Sabuntan telt 3080 inwoners (volkstelling 2010).